# Saint-Brice (Charente)
Saint-Brice és un municipi francès situat al departament del Charente i a la regió de la Nova Aquitània. L'any 2007 tenia 1.072 habitants.

## Demografia

### Població
El 2007 la població de fet de Saint-Brice era de 1.072 persones. Hi havia 444 famílies de les quals 97 eren unipersonals (40 homes vivint sols i 57 dones vivint soles), 190 parelles sense fills, 125 parelles amb fills i 32 famílies monoparentals amb fills.
La població ha evolucionat segons el següent gràfic:
Habitants censats

### Habitatges
El 2007 hi havia 510 habitatges, 448 eren l'habitatge principal de la família, 37 eren segones residències i 24 estaven desocupats. 506 eren cases i 3 eren apartaments. Dels 448 habitatges principals, 400 estaven ocupats pels seus propietaris, 43 estaven llogats i ocupats pels llogaters i 5 estaven cedits a títol gratuït; 1 tenia una cambra, 15 en tenien dues, 42 en tenien tres, 127 en tenien quatre i 263 en tenien cinc o més. 381 habitatges disposaven pel capbaix d'una plaça de pàrquing. A 166 habitatges hi havia un automòbil i a 264 n'hi havia dos o més.

### Piràmide de població
La piràmide de població per edats i sexe el 2009 era:
| Homes | Edats   | Dones |
| ----- | ------- | ----- |
| 0     | 95 o +  | 0     |
| 0     | 90 a 94 | 4     |
| 8     | 85 a 89 | 16    |
| 12    | 80 a 84 | 8     |
| 12    | 75 a 79 | 24    |
| 16    | 70 a 74 | 28    |
| 44    | 65 a 69 | 12    |
| 32    | 60 a 64 | 32    |
| 32    | 55 a 59 | 48    |
| 36    | 50 a 54 | 44    |
| 44    | 45 a 49 | 40    |
| 40    | 40 a 44 | 24    |
| 28    | 35 a 39 | 52    |
| 40    | 30 a 34 | 28    |
| 20    | 25 a 29 | 20    |
| 12    | 20 a 24 | 12    |
| 16    | 15 a 19 | 12    |
| 28    | 10 a 14 | 48    |
| 28    | 5 a 9   | 28    |
| 24    | 0 a 4   | 20    |

## Economia
El 2007 la població en edat de treballar era de 702 persones, 486 eren actives i 216 eren inactives. De les 486 persones actives 450 estaven ocupades (239 homes i 211 dones) i 36 estaven aturades (10 homes i 26 dones). De les 216 persones inactives 110 estaven jubilades, 61 estaven estudiant i 45 estaven classificades com a «altres inactius».

### Ingressos
El 2009 a Saint-Brice hi havia 443 unitats fiscals que integraven 1.050,5 persones, la mediana anual d'ingressos fiscals per persona era de 22.795 €.

### Activitats econòmiques
Dels 29 establiments que hi havia el 2007, 2 eren d'empreses de fabricació d'altres productes industrials, 2 d'empreses de construcció, 8 d'empreses de comerç i reparació d'automòbils, 3 d'empreses d'hostatgeria i restauració, 1 d'una empresa d'informació i comunicació, 1 d'una empresa immobiliària, 8 d'empreses de serveis, 1 d'una entitat de l'administració pública i 3 d'empreses classificades com a «altres activitats de serveis».
Dels 4 establiments de servei als particulars que hi havia el 2009, 1 era un guixaire pintor, 1 lampisteria, 1 perruqueria i 1 restaurant.
L'únic establiment comercial que hi havia el 2009 era una botiga de material esportiu.
L'any 2000 a Saint-Brice hi havia 11 explotacions agrícoles que ocupaven un total de 216 hectàrees.

## Equipaments sanitaris i escolars
El 2009 hi havia una escola elemental integrada dins d'un grup escolar amb les comunes properes formant una escola dispersa.

## Poblacions més properes
El següent diagrama mostra les poblacions més properes.